# 东屏镇 (镇赉县)
东屏镇，是中华人民共和国吉林省白城市镇赉县下辖的一个乡镇级行政单位。

## 行政区划
东屏镇下辖以下地区：
公和勒村、蒙古索口村、格力吐村、大龙村、太平村、前进村、东升村、乌木村、致祥村、白音河村、洋沙村和查干村。